# Файстриц (замок, Вексель)
Файстриц (нем. Burg Feistritz) – средневековый замок в юго-восточной части Австрии. Расположен в коммуне Файстриц-ам-Вексель в окурге Нойнкирхен в Нижней Австрии. Весь замковый комплекс является историческим памятником и находится под защитой государства. По своему типу относится к замкам на вершине.

## История

### Ранний период
Первые каменные укрепления в данном мечте, вероятно, были построены министериалами ещё во второй четверти XII века. Первое достоверное упоминание о поселении в районе Файстрица относится к 1170 году, когда Герхард фон Глизенвельт передал ферму в Вюстрице монастырю Адмонт. Первыми известными владельцами замка был Хертнит фон Поттендорф, представители известного дворянского рода. Они являлись собственникам Файстрица с начала XIV века до 1488 года. Сама крепость была частью системы укреплений для защиты от вторжений с востока. В первую очередь со стороны Венгрии.
В 1485 году замок осадила турецкая армия. Но гарнизон сумел выстоять. Файстриц остался непокорённым. 
Когда в 1488 году род Поттендорф пресёкся по мужской линии, управление замком перешло через брак к Кристиану IV фон Цинцендорфу. Его потоки владели замком до 1537 года. За это время произошла серьёзная реконструкция комплекса. Появились более современные фортификационные сооружения.
В этот период (в 1529 году) замок во второй раз подвергся осаде. Однако в ходе турецкой осады Вены османы не сумели захватить Файстриц. 
С 1537 года замком владел южноштирийский дворянин Кристоф Рабен Шюссель (Рамбшуссль) фон Шёнегг.

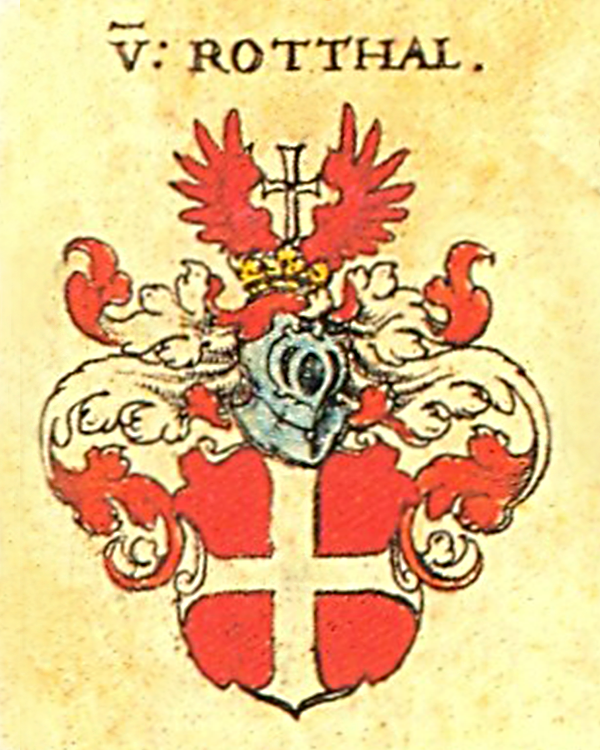
Герб рода Ротталь (дворянский род)

### ЭпохаРенессанса
В 1547 году Файстриц перешёл в собственность семьи фон Ротталь (родственники фон Шёнеггов). Эти дворяне владели замком почти полтора века. Около комплекса сохранилось более десятка каменных надгробий членов семьи фон Ротталь. Замок был в 1556 году был модернизирован и превратился в надёжное убежище для жителей долины во время вражеских нашествий.
В 1681 году крепость вошла с состав владений представителей рода фон Перген. Вскоре замок в третий раз был осаждён турками. В 1683 году во время Второй турецкой осады Вены в очередной раз Файстриц выдеражал вражеский натиск и остался в руках христиан.

### XIX-XX века
В эпоху Наполеоновских войн, с 1796 по 1815 год, у замка неоднократно менялись хозяева. Наконец Файстриц в 1815 году выкупил барон Йозеф Дитрих фон Дитрихсберг. Комплекс на протяжении последующего столетия оставался жилой резиденцией его потомков. Правда, во второй половине XIX века замок пришёл в упадок. Значительная часть предметов из коллекций произведений искусства была распродана.
В 1922 году замок купил Максимилиан Маутнер. Он нанял архитектора по фамилии Маришк для масштабной перестройки комплекса. Причём новый хозяин старался в точности воссоздать старинный комплекс. В качестве образца он приказал использовать гравюру Георга Маттеуса Фишера 1672 года, а также другие старинные изображения Файстрица. В течение последующих двух лет проводились работы по реконструкции крепости. 
Новый собственник превратил замок в военный музей. Здесь разместилась внушительная коллекция старинного оружия и различных документов. Позднее большинство экспонатов былим переданы в фонд Военно-исторического музея в Вене.
В 1938 году после прихода к власти в Австрии нацистоы Маутнеру пришлось бежать в Америку. Сначала замок перешёл под временное муниципальное управление, а затем был продан Эрнсту Махле и Рейнхарду Турнвальду.
Замок благополучно пережил события Второй мировой войны. Комплекс не был ни разрушен, ни разграблен. Это несмотря на то, что Файнриц оказался в зоне оккупации Красной армии. В частности, здесь размещалась столовая для советских офицеров. Австрийским владельцам комплекс был возвращен лишь в 1955 году. С 1965 года он принадлежал семье Райххольд.
После 1960 года здание было приспособлено под конференц-центр.

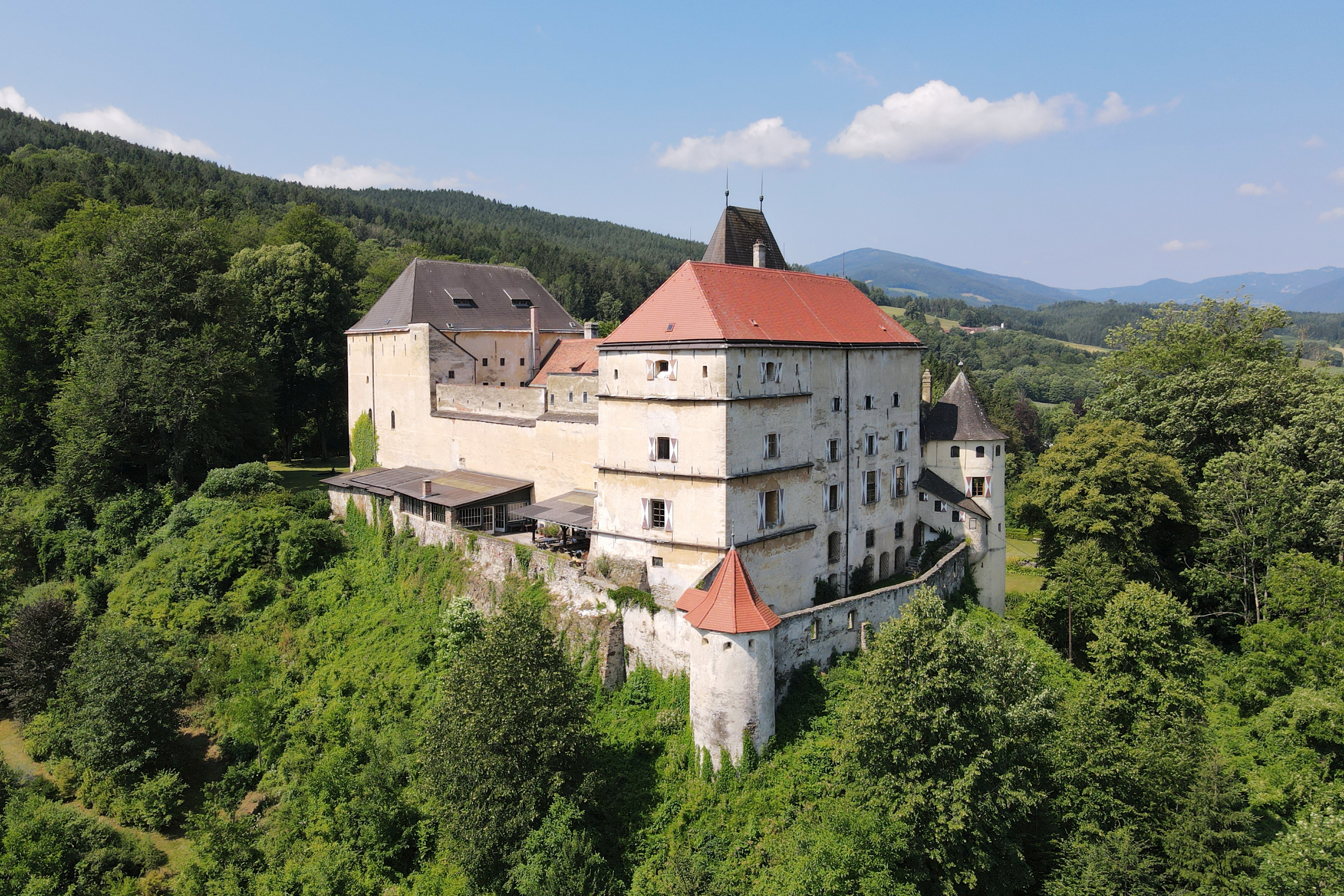
Вид замка с северо-востока

## Описание
Комплекс в основании напоминает вытянутый неправильный прямоугольник, который тянется с северо-востока на юго-запал. По периметру замок целиком окружён высокой кольцевой стеной. Главная башня сохранила в основании квадратную форму. В стиле Романской архитектуры выдержана и главная жилая резиденция, которая была построена в северной части комплекса. 
Здания в южной части замка возведены не ранее 1500 года. В то время происходила масштабная реконструкция в стиле поздней готики. Тогда были возведены три угловые круглые башни. 
После 1685 года владельцы провели капитальную реконструкцию. В частности, главный вход в замок перенесли с восточной стороны на запад. Там построили надвратную башню и разводной мост. Снаружи замка на северо-западной куртине было построено многоэтажное крыло с тремя массивными мансардными окнами. 
В XX веке под контролем Йозефа Дитриха весь комплекс был отремонтировал и отреставрирован в романском стиле. В северном крыле построили площадку для дворцового театра, а снаружи разбили парк.

## Современное использование
В настоящее время замок используется как место проведения семинаров, конференций и торжеств. Внутри есть залы для проведения любых мероприятий. 
Файнриц функционирует и как отель. В самом замке есть несколько комфортабельных номеров. Рядом имеется ещё два особняка для размещения гостей.

## Галерея

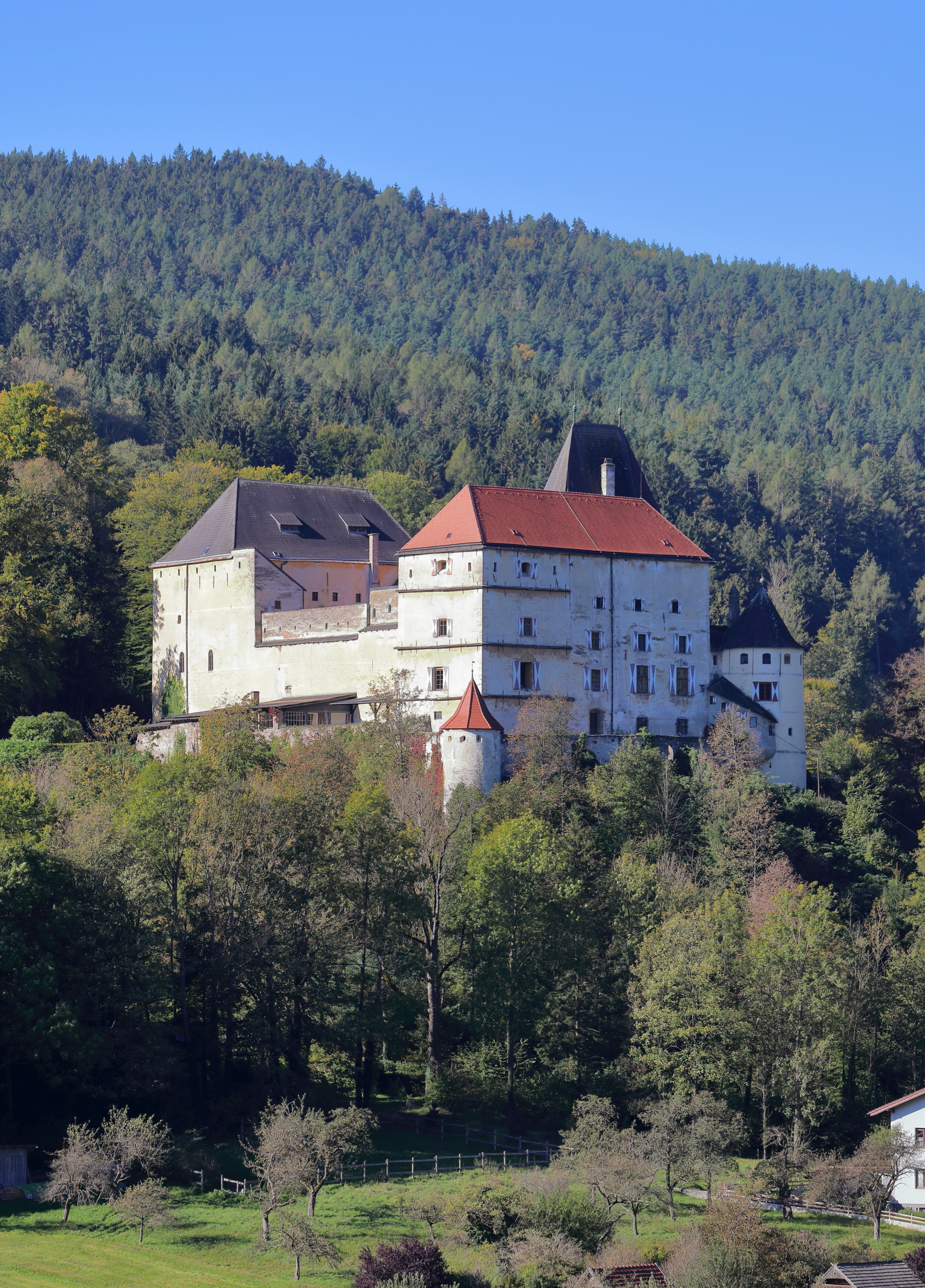
Вид замка с северной стороны
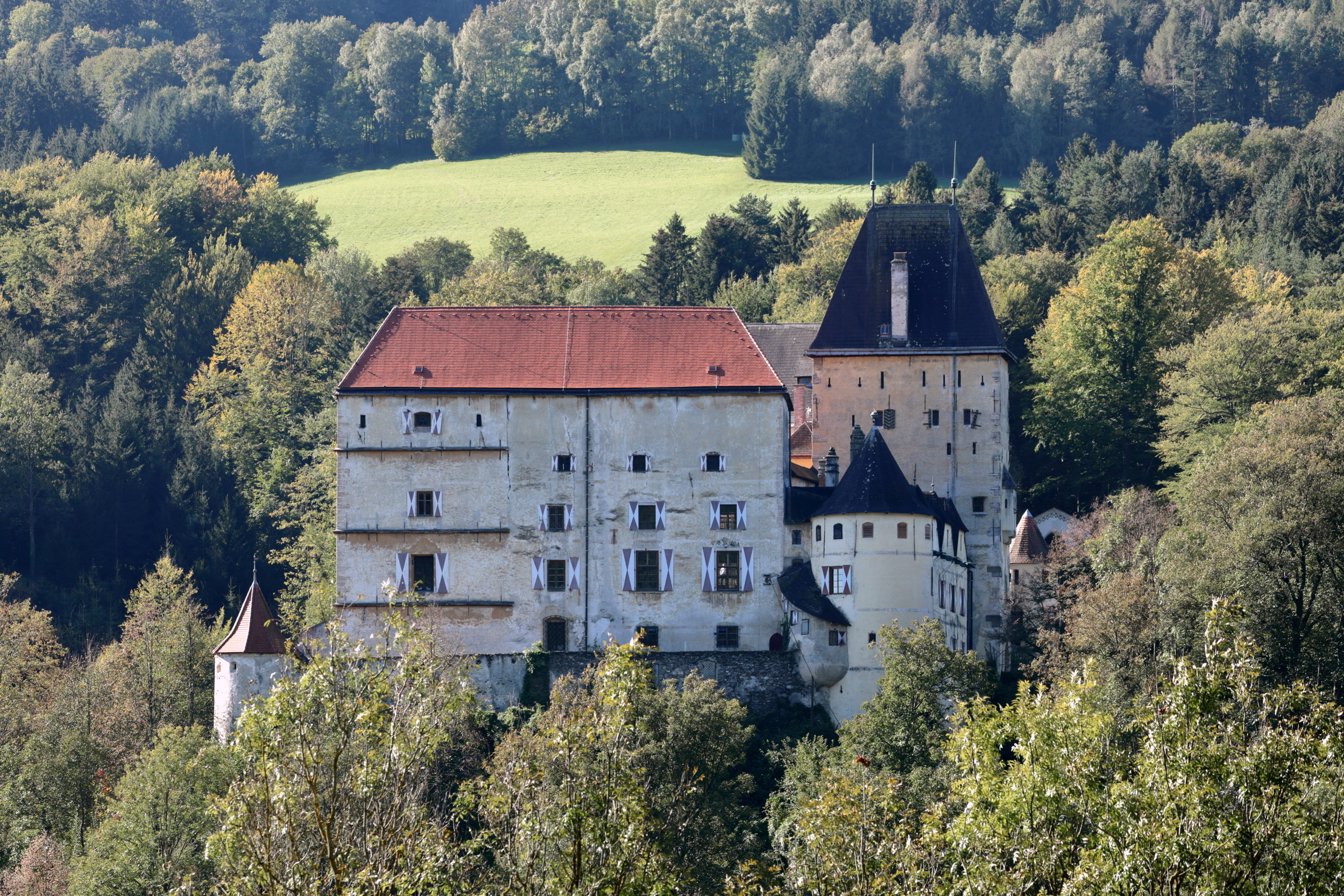
Вид комплекса с севера
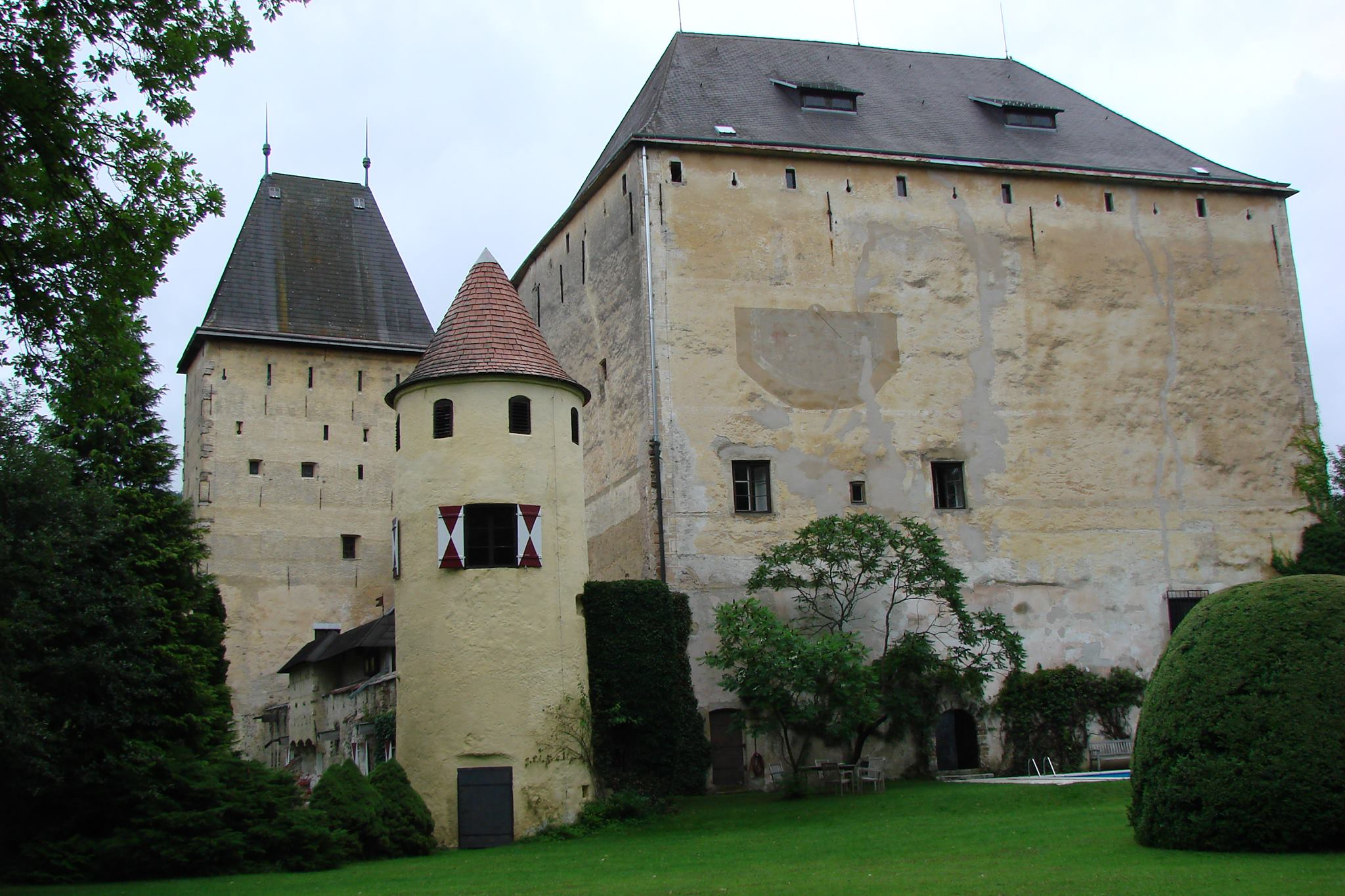
Западная и юго-западная башни замка
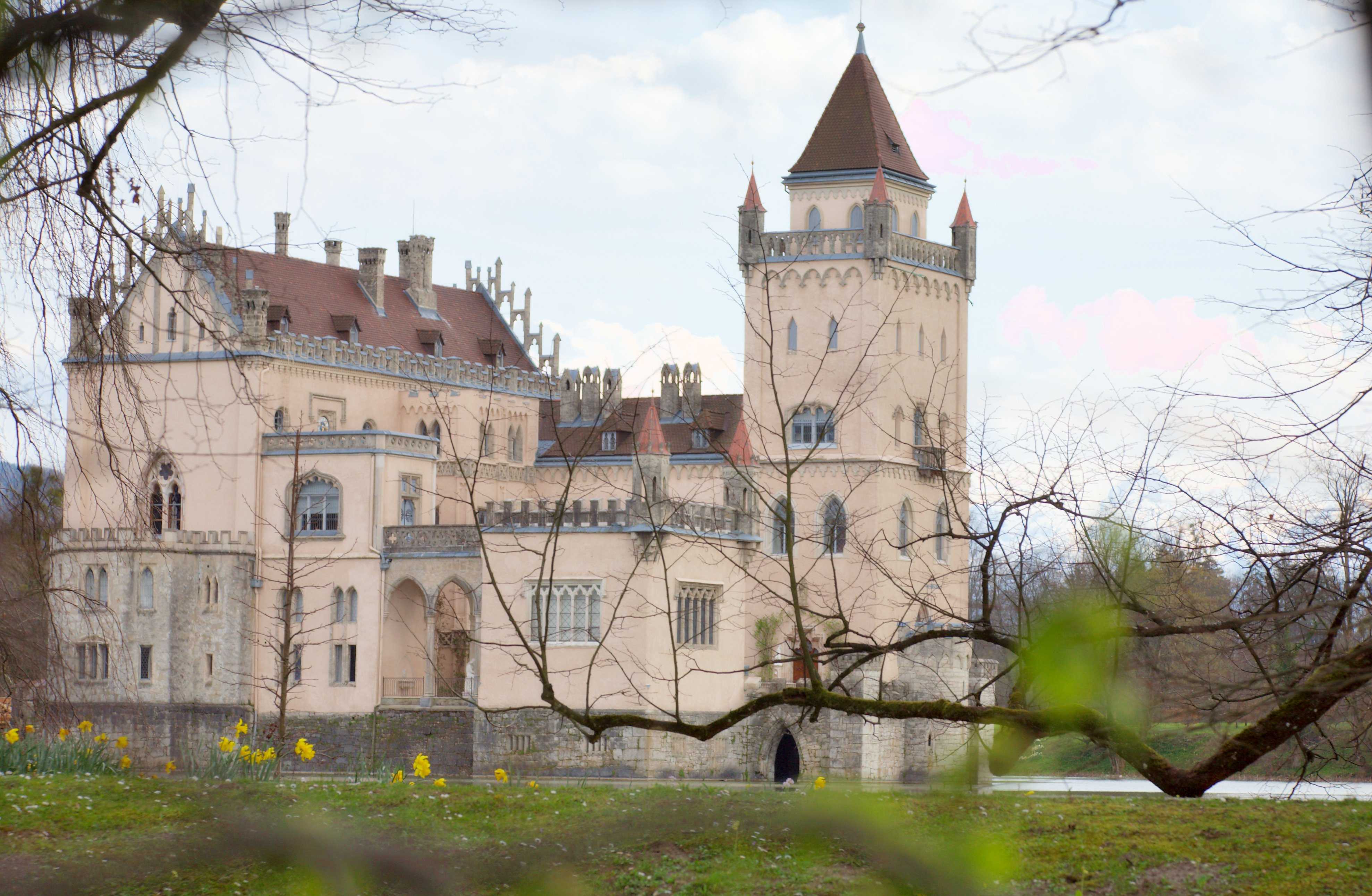
Вид замка из парка
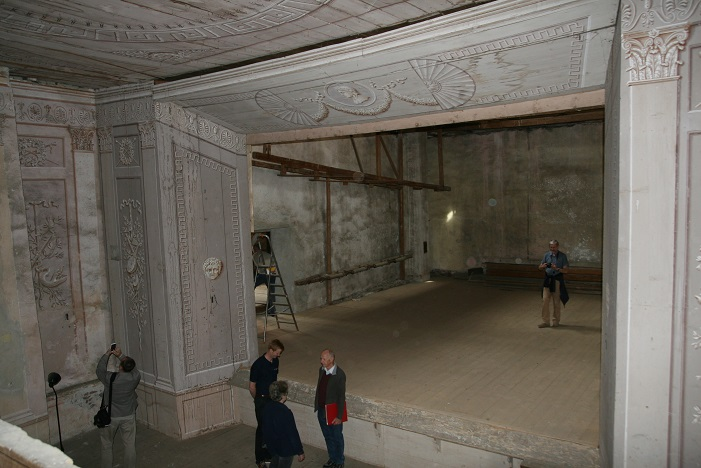
Помещение теарта внутри замка
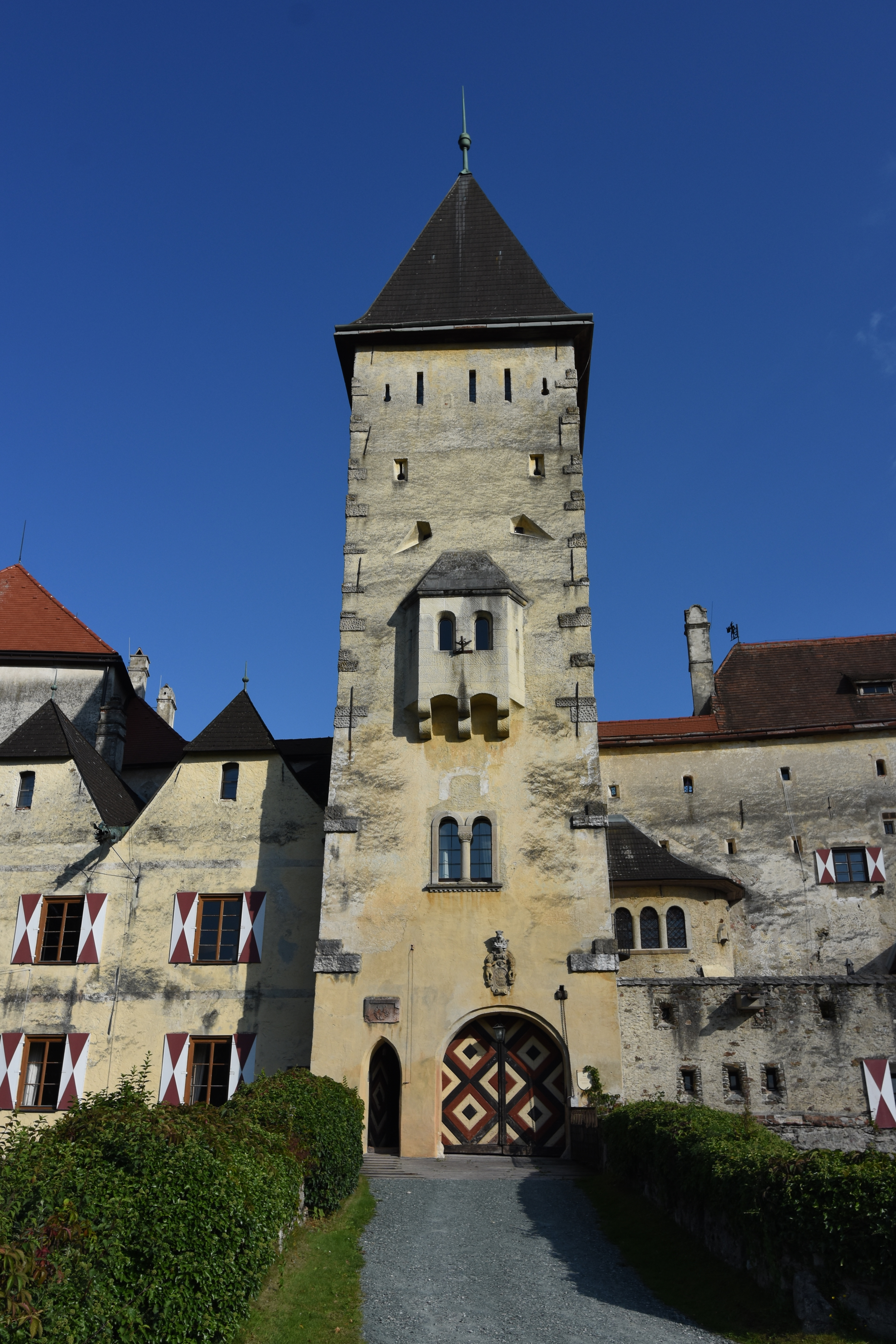
Надвратная башня замка